# Ліпінкі (Козеницький повіт)
Ліпінкі (пол. Lipinki) — село в Польщі, у гміні Ґрабув-над-Пилицею Козеницького повіту Мазовецького воєводства.
Населення — 105 осіб (2011).
У 1975-1998 роках село належало до Радомського воєводства.

## Демографія
Демографічна структура станом на 31 березня 2011 року:
|          | Загалом | Допрацездатний вік | Працездатний вік | Постпрацездатний вік |
| -------- | ------- | ------------------ | ---------------- | -------------------- |
| Чоловіки | 59      | 14                 | 40               | 5                    |
| Жінки    | 46      | 13                 | 23               | 10                   |
| Разом    | 105     | 27                 | 63               | 15                   |